# Guettarda boliviana
Guettarda boliviana är en måreväxtart som beskrevs av Paul Carpenter Standley. Guettarda boliviana ingår i släktet Guettarda och familjen måreväxter.
Artens utbredningsområde är Bolivia. Inga underarter finns listade i Catalogue of Life.